# Ara Parseghian

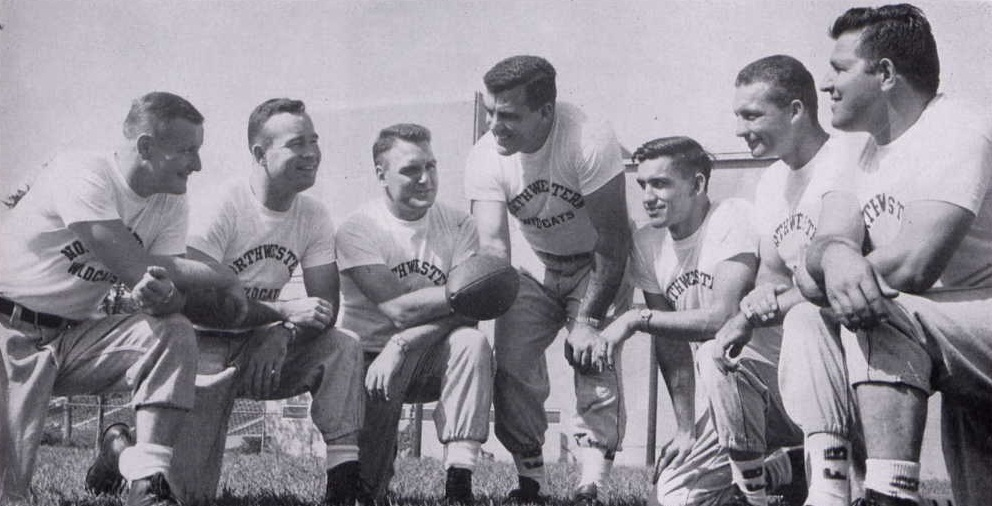
Ara Parseghian (Mitte) mit dem Trainer-Team der Northwestern University (1956)

Ara Raoul Parseghian (* 21. Mai 1923 in Akron, Ohio; † 2. August 2017 in Granger, Indiana) war ein amerikanischer American-Football-Trainer armenisch-französischer Herkunft. Nach Trainerstationen an der Miami University und an der Northwestern University fungierte er von 1964 bis 1974 als Head Coach der University of Notre Dame, mit der er in den Jahren 1966 und 1973 die nationale Meisterschaft der NCAA gewann. In Anerkennung seiner Leistungen als Trainer wurde er 1980 in die College Football Hall of Fame aufgenommen, 1997 mit dem Amos Alonzo Stagg Award ausgezeichnet und gilt als einer der erfolgreichsten College-Football-Trainer aller Zeiten.

## Leben
Ara Parseghian kam 1923 in Akron im US-Bundesstaat Ohio als Sohn von Michael Parseghian, einem Überlebenden des Völkermords an den Armeniern, und Amelie Bonneau, einer Französin, zur Welt, und wurde nach dem legendären König Ara dem Schönen benannt. Er spielte, nachdem er während des Zweiten Weltkriegs seinen Militärdienst in der United States Navy geleistet hatte, in den Jahren 1946/1947 im Bereich des College Footballs als Halfback für die Mannschaft der Miami University. In der All-America Football Conference war er anschließend 1948/1949 als Halfback und als Defensive Back für die Cleveland Browns aktiv, bevor er aufgrund einer Verletzung seine aktive Spielerlaufbahn beenden musste.
1950 begann er seine Trainerkarriere als Assistenztrainer unter Head Coach Woody Hayes an der Miami University. Nach dem Wechsel von Hayes an die Ohio State University übernahm Ara Parseghian von 1951 bis 1955 die Position des Head Coachs an seiner Alma Mater. Anschließend war er bis 1963 in gleicher Funktion an der Northwestern University tätig. Von 1964 bis 1974 fungierte er dann als Head Coach an der University of Notre Dame. Nach seinem Rückzug als Trainer nach der Saison 1974 war er von 1975 bis 1981 für die ABC und von 1982 bis 1988 für CBC als Sportkommentator tätig.
Ara Parseghian war seit Dezember 1948 mit Kathleen Davis verheiratet und Vater von drei Kindern. Zu seinen philanthropischen Aktivitäten zählte neben dem Einsatz zugunsten einer Heilung der Multiplen Sklerose insbesondere die Gründung der Ara Parseghian Medical Research Foundation im Jahr 1994 zur Unterstützung der Forschung zu den Ursachen und zur Behandlung der Niemann-Pick-Krankheit Typ C. In dem 1993 erschienenen Kinofilm Rudy über den Notre-Dame-Spieler Rudy Ruettiger wird er von Jason Anthony Miller dargestellt.
Parseghian starb am 2. August 2017 im Alter von 94 Jahren in Granger, Indiana.

## Sportliche Erfolge und Auszeichnungen
Ara Parseghian, dessen Gesamtbilanz als Head Coach 170 Siege bei 58 Niederlagen und sechs Unentschieden umfasst, gewann mit der Mannschaft der Notre Dame Fighting Irish in den Jahren 1966 und 1973 die nationale Meisterschaft der National Collegiate Athletic Association (NCAA) sowie 1973 den Sugar Bowl und 1974 den Orange Bowl. Die Mannschaft war während seiner Zeit als Trainer, die in der Sportgeschichte der University of Notre Dame als „the Era of Ara“ bezeichnet wird, am Ende jeder Saison landesweit unter den 15 besten Teams platziert und zählte in sechs von elf Jahren zu den fünf besten Mannschaften. Mit den Miami Redskins gewann er außerdem in den Jahren 1954 und 1955 die Meisterschaft der Mid-American Conference.
Ara Parseghian erhielt 1964 und 1966 Auszeichnungen verschiedener Institutionen als Trainer des Jahres sowie 1997 von der American Football Coaches Association den nach Amos Alonzo Stagg benannten Amos Alonzo Stagg Award. 1980 wurde er in die College Football Hall of Fame aufgenommen. In der Nähe des Stadiums der University of Notre Dame wurde 2007 eine Skulptur aufgestellt, die Ara Parseghian auf den Schultern seiner Spieler darstellt. John Huarte, der unter Ara Parseghian als Quarterback der Fighting Irish spielte, wurde 1964 mit der Heisman Trophy für den besten College-Football-Spieler geehrt.

## Weiterführende Veröffentlichungen
- Tom Pagna, Bob Best: Notre Dame's Era Of Ara. Hardwood Press, South Bend 2004, ISBN 0-89651-557-5
- Jim Dent: Resurrection: The Miracle Season That Saved Notre Dame. Thomas Dunne Books, New York 2010, ISBN 0-312-65017-5